# 1234
1234（千二百三十四、一二三四、せんにひゃくさんじゅうよん）は、自然数また整数において、1233の次の数で1235の前の数である。

## 性質
- 1234は合成数であり、約数は1, 2, 617, 1234である。
  - 約数の和は1854。
- 363番目の半素数である。1つ前は1227、次は1238。
- 自然数を昇順に並べてできる4番目の数である。1つ前は123、次は12345。(オンライン整数列大辞典の数列 A007908)
  - 連続自然数を昇順に並べてできる20番目の数である。1つ前は1213、次は1314。ただし4つの連続自然数を昇順に並べた数とみたときは最小、次は2345。(オンライン整数列大辞典の数列 A035333)
- 各位の立方和が100になる最小の数である。次は1243。(オンライン整数列大辞典の数列 A055012)
  - 各位の立方和が n になる最小の数である。1つ前の99は234、次の101は11234。(オンライン整数列大辞典の数列 A165370)
- 各位の和が10になる86番目の数である。1つ前は1225、次は1243。

## その他 1234 に関連すること
- 西暦1234年
- 安易な4桁のパスワードとして「1234」が用いられる事が多いが、推測されやすくクラッキングをされる原因になりやすいので、使用する事は推奨されない[1]。
- レスリー・ファイストの楽曲に「1234（ワンツースリーフォー）」があり、iPod nano（第三世代）のテレビコマーシャル曲として有名である。
- （参照）←プロパガンダの1990年のアルバム。
- 大江千里の1988年リリースアルバム。→参照
- ロン・ウッドの1981年リリースアルバム。→参照
- 1!2!3!4! ヨロシク!は、SKE48の楽曲。
- NGC 1234は、エリダヌス座の銀河。
- 1!2!3!4!は、グループ魂のアルバム。